# 2022年亞洲運動會霹靂舞比賽
2022年亞洲運動會霹雳舞比賽是因2019冠状病毒病疫情而延期至2023年进行的第十九屆亞洲運動會的其中一項競賽項目，于2023年10月6日至10月7日在中国杭州拱墅运河体育公园体育馆举行，共產生2面金牌，是霹雳舞首次入选亚运会比赛项目。此次比赛同时也是2024年巴黎奥运霹雳舞项目的亚洲区资格赛。

## 參賽代表團
共有13个代表团获得霹雳舞项目的参赛资格：
- 中国（4）
- 中国香港（4）
- 中华台北（4）
- 日本（4）
- （3）
- 韩国（4）
- 蒙古（3）
- 尼泊尔（1）
- 菲律宾（4）
- （4）
- 泰国（4）
- （3）
- 越南（4）

## 赛程
以下是霹雳舞项目的具体赛程安排：
| 日期          | 时间  | 项目       |
| ------------- | ----- | ---------- |
| 2023年10月6日 | 14:30 | 男子预赛   |
| 2023年10月6日 | 15:30 | 女子预赛   |
| 2023年10月6日 | 16:15 | 男子小组赛 |
| 2023年10月6日 | 18:30 | 女子小组赛 |
| 2023年10月7日 | 18:00 | 男子淘汰赛 |
| 2023年10月7日 | 18:40 | 女子淘汰赛 |

## 獎牌榜
*   主办国家/地区（中国）
| 排名                | 代表团              | 金牌 | 銀牌 | 銅牌 | 总计 |
| ------------------- | ------------------- | ---- | ---- | ---- | ---- |
| 1                   | 日本                | 1    | 1    | 1    | 3    |
| 2                   | 中国*               | 1    | 0    | 1    | 2    |
| 3                   | 韩国                | 0    | 1    | 0    | 1    |
| 总计（共3个代表团） | 总计（共3个代表团） | 2    | 2    | 2    | 6    |

## 獎牌得主
| 項目 | 金牌                   | 银牌                   | 铜牌                     |
| 男子 | 半井重幸 · 日本（JPN） | 金洪烈 · 韩国（KOR）   | 亓祥宇 · 中国（CHN）     |
| 女子 | 劉清漪 · 中国（CHN）   | 湯淺亞實 · 日本（JPN） | 福島亞由美 · 日本（JPN） |

## 外部連結
- 世界運動舞蹈總會专页（页面存档备份，存于）
- 官方成绩册（页面存档备份，存于）